# Wei Bin Ow Yeong
Wei Bin Ow Yeong (* 8. April 1998) ist ein singapurischer Hürdenläufer, der sich auf die 400-Meter-Distanz spezialisiert hat.

## Sportliche Laufbahn
Erste internationale Erfahrungen sammelte Wei Bin Ow Yeong im Jahr 2015, als er bei den Jugendweltmeisterschaften in Cali mit 55,99 s in der ersten Runde ausschied. 2019 nahm er an den Asienmeisterschaften in Doha teil, schied dort aber mit 54,14 s im Vorlauf aus, wie auch bei der Sommer-Universiade in Neapel mit neuem Landesrekord von 52,44 s. Anfang Dezember belegte er dann bei den Südostasienspielen in Capas in 52,46 s den sechsten Platz.

## Persönliche Bestleistungen
- 400 m Hürden: 52,44 s, 9. Juli 2019 in Neapel (singapurischer Rekord)